# Mudlakerepalya, Koratagere
Mudlakerepalya là một làng thuộc tehsil Koratagere, huyện Tumkur, bang Karnataka, Ấn Độ.